# León (heráldica)

León Rampante, León heráldico.

En Heráldica el León heráldico es el nombre que recibe la representación gráfica idealizada del propio animal, Panthera leo, para su empleo en el diseño de escudo de armas, tanto para el interior del mismo o campo, como figura natural, como para la parte exterior u ornamental, en forma de soporte o de cimera.
Simboliza tradicionalmente coraje, nobleza, realeza, fuerza, majestuosidad y valor, porque históricamente el león ha sido considerado como el rey de las bestias.
El león también lleva el simbolismo judeocristiano. El León de Judá se encuentra en el escudo de armas de Jerusalén. Se pueden encontrar leones de aspecto similar en otros lugares, como en el escudo de armas de la casa real sueca de Bjelbo, que a su vez se derivó en el escudo de armas de Finlandia, que anteriormente pertenecía a Suecia.

## Postura
Por tradición, un león heráldico se pinta en posición de rampante, y es la que han adoptado los tratadistas de heráldica para la descripción de un león genérico y se refieren a ella, a veces, como posición verdadera. Por esa razón cualquier otra postura es preciso especificarla en el blasonado.
No obstante, existen muchas variaciones en cuanto a su disposición o a la alteración de las partes del cuerpo que se representan, dando lugar a diferentes figuras que si bien reciben el nombre genérico de león, son especificadas de manera complementaria en la descripción del escudo.
Tantas Posturas existen ahora en la heráldica como la imaginación del heraldista puede conjurar, como resultado de la necesidad cada vez mayor de diferenciación, pero muy pocas de ellas aparentemente eran conocidas por los heraldos medievales.
Una distinción que se hace comúnmente (especialmente entre los heraldos franceses), aunque puede tener una importancia limitada, es la distinción de los leones pasantes como leopardos.

### León versus Leopardo
Según Neubecker, lo que en francés antiguo se denomina leopardo es siempre guardante (la cabeza vuelta hacia el observador), por lo que los términos heráldicos del inglés moderno León Pasante Guardante , León Pasante y León Rampante Guardante se correlacionan con los términos el antiguo francés leopardo, león leopardado y leopardo leonado, respectivamente.

León Pasante Guardante (Leopardo)
León Pasante (León leopardado)
León Rampante Guardante (Leopardo leonado)

### Resumen de Posturas de leones heráldicos

#### León Rampante
| \| León Rampante \| Definición \| \| ------------- \| ------------------------------------------------------------------------------------------------------------------------------------------------------------------------------------------------------------------------------------------------------------------------------------------------------------------------------------------------------------------------------------------------------------------------------------------------------------------------------------------------------------------------------------------------------------------------------------------------- \| \| \| Un León rampante se representa de perfil de pie erguido con las patas delanteras levantadas,[3] la diestra alta y la siniestra algo más baja; cabeza de perfil, boca abierta, lengua fuera, mostrando las garras y con la borla de la cola hacia dentro.[4] La posición de las patas traseras varía según la costumbre local: el león puede pararse sobre ambas patas traseras, bien separadas, o sólo sobre una, con la otra también levantada para atacar; la palabra rampante a menudo se omite, especialmente en el blasón temprano, ya que esta es la posición más habitual de un cuadrúpedo \| | |
| - Ejemplos: - Escudo de Flandes, siglo XII. - Escudo de armas pequeño de Luxemburgo. - Escudo de armas de la Casa de Nassau. - Escudo de armas del Ducado de Brabante. - Escudo de pequeñas armas de Frisia - Pequeño Escudo de la República Checa (1992, basado en el Escudo de Armas del Reino de Bohemia, siglo XIII). - León Ruteno en el escudo de armas del Principado de Galicia-Volinia (Reino de Rutenia) (siglos XIII a XIV). - León Ruteno adoptado por la República Popular de Ucrania Occidental, posterior al Principado de Galicia-Volinia (Reino de Rutenia). - Escudo de Noruega (siglo XIII, diseño de 1992 por Sverre Morken). - León de Hesse burelado en el Escudo de Hesse, derivado del escudo de armas de los Ludovingios. - Escudo de Turingia casi idéntico al Escudo de Hesse, derivado del escudo de armas de los Ludovingios. - Escudo de armas de los Ludovingios, landgraves de Hesse y Turingia, 1031-1247. Dinastía gobernante de Turingia y Hesse durante los siglos XI al XIII. - Escudo de armas del Reino de Escocia (siglo XIII). Actualmente aparece en el segundo cuarto del Escudo de armas del Reino Unido (o el primer y tercer cuarto en la versión escocesa). También aparece en el Estandarte Real de Escocia. - Armas parlantes del escudo de armas de Lyon, Francia (siglo XIV, basado en escudo de armas del antiguo conde de Lyon. - Escudo de Finlandia (siglo XVI). - El León de Judá en el Emblema de Jerusalem (1949). - Escudo de armas de la Provincia de Cartago, primera capital de Costa Rica (1821-1823). - Escudo de armas del Reino de León. - Escudo de armas del Condado de Poitiers. - Escudo de armas de Périgord - Escudo de armas del Condado de Namur - Escudo de armas de España, con el León del Reino de León. - Escudo de Filipinas (1946, el león derivó de la Heráldica de León del Reino de León). - Escudo de armas del Territorio de la Cuenca del Sarre (1920-1935). - Actual Escudo de armas del Estado federado alemán de Sarre. - Escudo de armas de Renania-Palatinado - Escudo de armas otorgadas oficialmente por última vez el 12 de diciembre de 1925. La ciudad fue la capital del Electorado del Palatinado. Las armas se derivan de un sello de principios del siglo XIV que muestra el león del Palatinado. - Escudo de armas de Limburgo, Países Bajos - Escudo de arma del Voivodato de Subcarpacia, actual Polonia, con el león ruteno del Voivodato de Rutenia - Escudo de armas de Dresden, capital del estado federado de Sajonia, en 1309. - Coat of arms of Leipzig, Alemania - Escudo de Caracas vigente hasta 2022, concedido por el Rey Felipe II mediante Real Cédula expedida en San Lorenzo de El Escorial, el 4 de septiembre de 1591. - Escudo de armas de Santiago de Chile mediante Real Cédula de Carlos I de España, 1552. | |
| León Rampante | Definición |
| | Un León rampante se representa de perfil de pie erguido con las patas delanteras levantadas, la diestra alta y la siniestra algo más baja; cabeza de perfil, boca abierta, lengua fuera, mostrando las garras y con la borla de la cola hacia dentro. La posición de las patas traseras varía según la costumbre local: el león puede pararse sobre ambas patas traseras, bien separadas, o sólo sobre una, con la otra también levantada para atacar; la palabra rampante a menudo se omite, especialmente en el blasón temprano, ya que esta es la posición más habitual de un cuadrúpedo |

#### León Pasante
| \| León Pasante \| Definición \| \| ------------ \| ------------------------------------------------------------------------------------------------------------------------------------------------------------------------------------------------------------ \| \| \| Un León pasante es león que pasa, camina, con la pata delantera derecha levantada y todas las demás en el suelo.[5] Un León de Inglaterra denota un león pasante guardante de oro, usado como un aumento[5]. \| | |
| - Ejemplos: - León Pasante Guardante (Leopardo) - Escudo de armas del Ducado de Aquitania - Escudo de armas de Guillermo I de Inglaterra (Ducado de Normandía). - Escudo de Inglaterra, basado en el escudo de armas del sigo XII de la Casa de Plantagenet. - Escudo de armas de Llywelyn el Grande (siglo XIII), usado por el Príncipe de Gales desde 1911. - Escudo de Dinamarca (siglo XII). - Escudo de Estonia (siglo XIII, basado en el escudo de armas de los monarcas de Dinamarca). - Escudo de armas de Suavia - Bandera de la República de Venecia, siglo XIV, mostrando el León de San Marcos. - Escudo de Montenegro (2004, el león deriva en última instancia del León de San Marcos utilizado por la República de Venecia). - Emblema de la Compañía Británica de Sudáfrica (siglo XIX). | |
| León Pasante | Definición |
| | Un León pasante es león que pasa, camina, con la pata delantera derecha levantada y todas las demás en el suelo. Un León de Inglaterra denota un león pasante guardante de oro, usado como un aumento. |

#### Leones encimera
Leones aparecen en la cimera de un escudo de armas, tanto en posición naciente, como en saliente:

##### León Naciente

León naciente.
León como una cimera.
Escudo de armas de la familia noble/Szlachta polaca Wieniawa
Escudo de armas de Felipe I de Castilla (1506), España medieval.
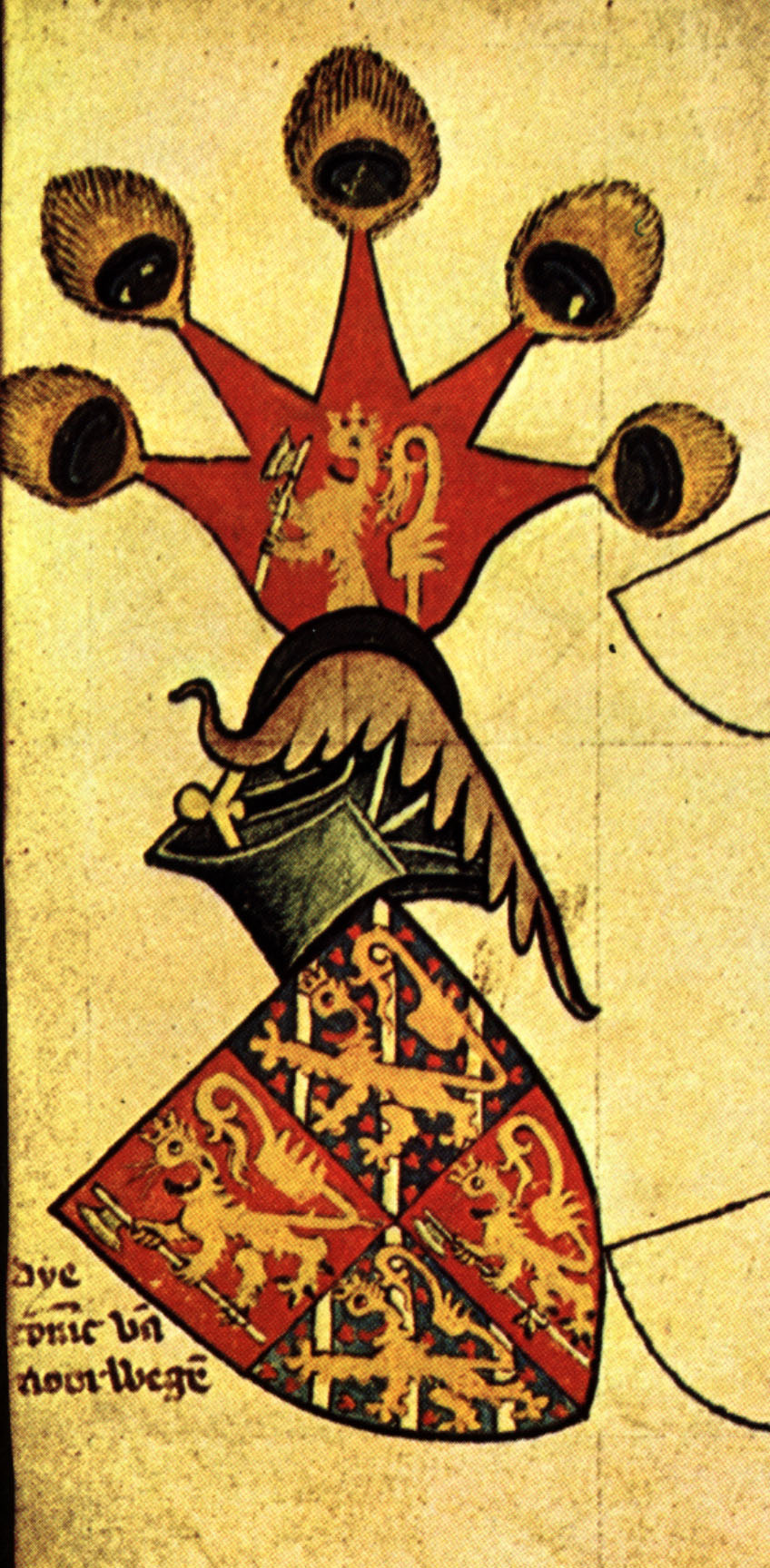
Escudo de armas de Haakon VI de Noruega representadas en el armorial llamado de Gelre, manuscrito holandés realizado entre 1370 y 1414.

##### León Saliente

León Saliente
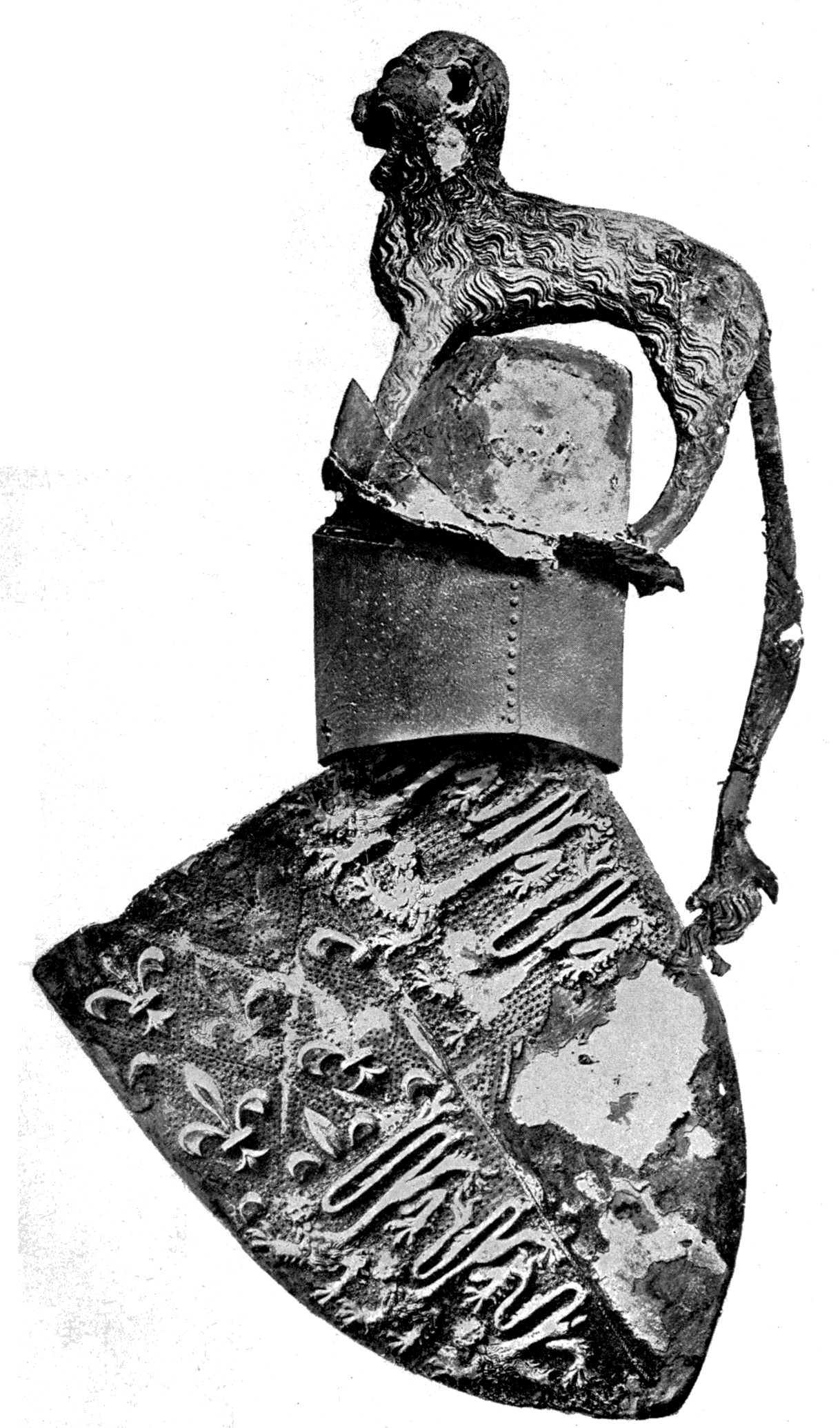
Escudo, yelmo y cimera Eduardo, el Príncipe Negro, suspendido sobre su tumba en la Catedral de Canterbury.
Cimera del Escudo de armas de Escocia (1837) sobre la corona, un león sejante de frente (affrontée) de gules, coronado imperialmente de oro, sosteniendo en la zarpa diestra una espada y en la zarpa siniestra un cetro.

#### León Estatante

León Estatante
Escudo del Reino Unido (1837): Un león estacante guardante en la cimera.

#### León Sejante

León Sejante
León Sejante Erecto

#### León Tendido

León Tendido
Escudo de armas de Arahal municipalidad de España[7] mostrando un león tendido (1554).
Escudo de armas del Óblast de Bélgorod, Rusia, mostrando un león tendido de oro (1727).
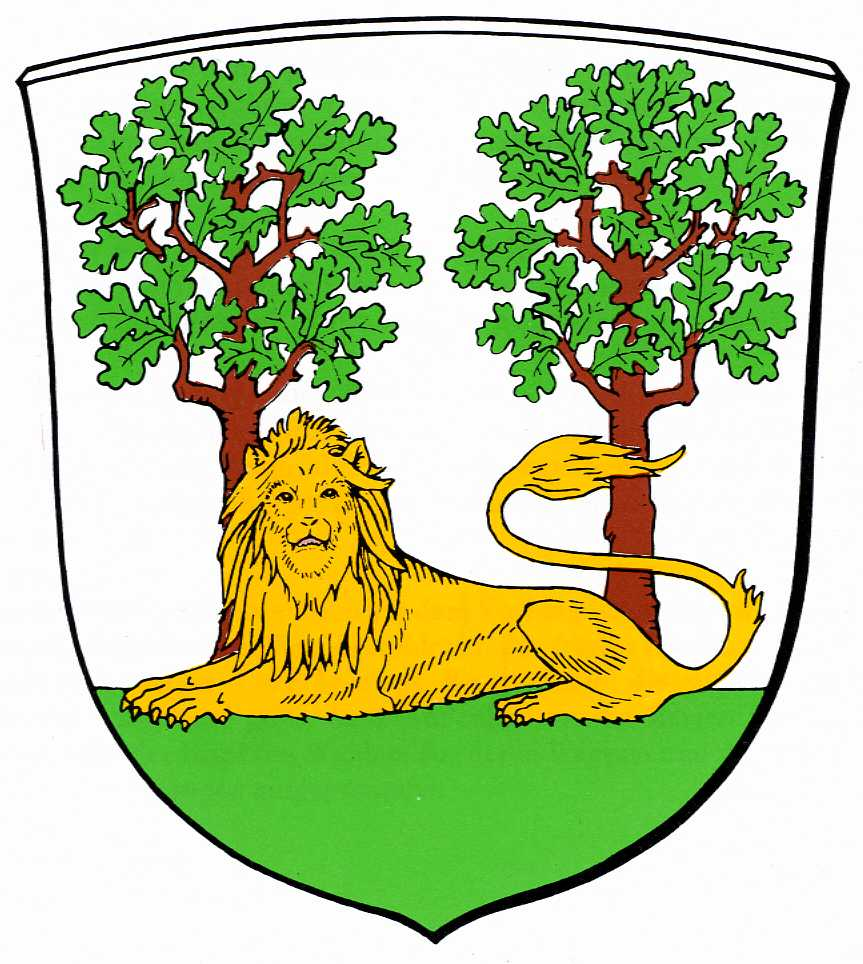
Escudo de Armas del distrito de Burgdorf en Hannover, que muestran a un león guardante tendido (1940).
Escudo de armas de la municipalidad de Rødøy, Noruega, mostrando un león tendido de gules (1988)[8]

#### León Durmiente

León Durmiente

#### León Galopante

León Galopante

#### León comosoporte heráldico

Escudo grande del Reino de Suecia (siglo XV)
Escudo del Reino Unido, versión Escocesa (1837)
Escudo del Estado Independiente del Congo (1885-1908)
Escudo grande de Checoslovaquia (1918-1939 y 1945-1960)
Escudo de armas de la Dinastía Bagrationi (1918)
Escudo de Marruecos (1957)
Escudo de Armenia (1992)
Escudo de Bulgaria (1997, basado en el escudo de armas del siglo XIX)
Escudo de Georgia (2004, basado en el escudo de armas real del siglo XVIII)
Escudo de Letonia (1921)

#### León Mornado
Los leones heráldicos se dibujan con el sexo al descubierto, es decir, enteros. Si así no se hiciera, habría que calificarlos con el vocablo infamado. Esta era una circunstancia que se aplicaba a las armas castigadas por el monarca, cuyos dueños hubieran incurrido en los casos de herejía, traición o sodomía.

León Mornado. Los leones siempre llevan lengua y garras, salvo que se definan como mornados. No es necesario, pues, definirlos como linguados y uñados.